# 銀色の少女
「銀色の少女」（ぎんいろのしょうじょ）は、岡村孝子の通算32枚目のシングル。2006年4月26日発売。発売元はBMG JAPAN。

## 解説
シングル・ジャケット写真は、オーストラリア・パースの砂漠で撮影された。ジャケット候補の写真は何枚かあったらしいが、スタッフの間では採用されたものがダントツの高評価であったという（トークショーより）。
表題曲の作詞はさだまさしによるもので、高齢化社会に向けた大変奥深い歌詞となっている。編曲は、さだが提供した山口百恵の楽曲「秋桜」と同じ萩田光雄。
さだとは、岡村が約20年振りに出演したテレビ・NHKの音楽番組『夢・音楽館』（2005年1月13日放送）で共演、本作のコラボレーションにつながった。
岡村はさだに憧れ歌を書くようになり、加藤晴子とのユニット・あみんもさだの『パンプキン・パイとシナモン・ティー』（1979年）に登場する喫茶店の名前が由来。さだとは縁があった。
自身の作詞ではない楽曲を歌うのは、3枚目のシングル「はぐれそうな天使」（1986年3月20日リリース）以来。
コーラスに元あみん（当時）の加藤がゲスト参加。
2007年に再結成、同年7月25日に発売されたあみんのアルバム『In the prime』に、「銀色の少女 〜あみんVersion〜」が収録。こちらでは加藤のソロパートがある。
『四つ葉のクローバー』のDVD付初回限定生産盤は、ミュージック・ビデオが収録。
カップリング曲「遠き故郷」は2008年現在、このシングルでのみ聴くことができる。
のちに加藤のソロによるカヴァー・バージョンが作られ、あみんのアルバム『未来へのたすき』（2008年10月22日リリース）に収録されている。
本シングルと、15枚目のアルバム『四つ葉のクローバー』（2006年5月24日）の初回生産分のダブル購入者への連動特典があり、抽選で全国各地でのトークショーへ招待された。

## 収録曲
1. 銀色の少女　（5:19）
  - 作詞: さだまさし 、作曲: 岡村孝子 、編曲: 萩田光雄
2. 遠き故郷　（4:41）
  - 作詞・作曲: 岡村孝子 、編曲: 萩田光雄
3. 銀色の少女 〜インストゥルメンタル〜
4. 遠き故郷 〜インストゥルメンタル〜

## 収録アルバム
- 銀色の少女
  - 四つ葉のクローバー
- 銀色の少女（Remix）
  - After Tone V
- 銀色の少女 〜あみんVersion〜
  - あみん／In the prime
- 遠き故郷
  - アルバム未収録
- 遠き故郷 〜加藤晴子 Solo〜
  - あみん／未来へのたすき